# Asienspiele 2022/Schießen
Bei den Asienspielen 2022 wurden vom 24. September bis 1. Oktober 2023 insgesamt 33 Wettbewerbe im Sportschießen ausgetragen, davon 16 bei den Männern und 14 bei den Frauen sowie drei gemischte Wettbewerbe. Austragungsort war das Fuyang Yinhu Sports Centre.
Erfolgreichste Nation war Gastgeber China mit 16 Goldmedaillen vor Indien, dessen Sportler unter anderem siebenmal Gold gewannen. Der 60-jährige Kuwaiter Abdullah al-Rashidi stellte im Skeet mit einem fehlerfreien Finalschießen von 60 Treffern bei 60 Zielen den Asien- und Weltrekord ein.

## Bilanz

### Medaillenspiegel
| Platz  | Land              | Gold | Silber | Bronze | Gesamt |
| ------ | ----------------- | ---- | ------ | ------ | ------ |
| 1      | China             | 16   | 9      | 4      | 29     |
| 2      | Indien            | 7    | 9      | 6      | 22     |
| 3      | Kasachstan        | 3    | 2      | 5      | 10     |
| 4      | Südkorea          | 2    | 4      | 8      | 14     |
| 5      | Indonesien        | 2    | —      | 3      | 5      |
| 6      | Nordkorea         | 1    | 3      | 1      | 5      |
| 7      | Kuwait            | 1    | 3      | —      | 4      |
| 8      | Vietnam           | 1    | 1      | 1      | 3      |
| 9      | Katar             | —    | 1      | 2      | 3      |
| 10     | Usbekistan        | —    | 1      | 1      | 2      |
| 11     | Chinesisch Taipeh | —    | —      | 1      | 1      |
| 11     | Iran              | —    | —      | 1      | 1      |
| 11     | Mongolei          | —    | —      | 1      | 1      |
| 11     | Pakistan          | —    | —      | 1      | 1      |
| 11     | Thailand          | —    | —      | 1      | 1      |
| Gesamt | Gesamt            | 33   | 33     | 36     | 102    |

### Medaillengewinner
Männer
| Disziplin                                             | Gold                                                                     | Silber                                                            | Bronze                                                                    |
| ----------------------------------------------------- | ------------------------------------------------------------------------ | ----------------------------------------------------------------- | ------------------------------------------------------------------------- |
| 10 m Luftpistole                                      | Phạm Quang Huy                                                           | Lee Won-ho                                                        | Vladimir Svechnikov                                                       |
| 10 m Luftpistole Mannschaft                           | IndienSarabjot Singh Cheema Arjun Singh Shiva Narwal                     | ChinaLiu Jinyao Xie Yu Zhang Bowen                                | VietnamLại Công Minh Phạm Quang Huy Phan Công Minh                        |
| 25 m Sportpistole                                     | Li Yuehong                                                               | Liu Yangpan                                                       | Nikita Tschirjukin                                                        |
| 25 m Sportpistole Mannschaft                          | ChinaLi Yuehong Liu Yangpan Wang Xinjie                                  | SüdkoreaKim Seo-jun Lee Gun-hyeok Song Jong-ho                    | IndienAdarsh Singh Anish Bhanwala Vijavyeer Sidhu                         |
| 10 m Luftgewehr                                       | Sheng Lihao                                                              | Park Ha-jun                                                       | Aishwary Pratap Singh Tomar                                               |
| 10 m Luftgewehr Mannschaft                            | IndienDivyansh Singh Panwar Rudrankksh Patil Aishwary Pratap Singh Tomar | SüdkoreaKim Sang-do Nam Tae-yun Park Ha-jun                       | ChinaDu Linshu Sheng Lihao Yu Haonan                                      |
| 50 m Kleinkalibergewehr Dreistellungskampf            | Du Linshu                                                                | Aishwary Pratap Singh Tomar                                       | Tian Jiaming                                                              |
| 50 m Kleinkalibergewehr Dreistellungskampf Mannschaft | IndienAishwary Pratap Singh Tomar Akhil Sheoran Swapnil Kusale           | ChinaTian Jiaming Yu Hao Du Linshu                                | SüdkoreaMo Dai-seong Kim Jong-hyun Kim Sang-do                            |
| 10 m Laufende Scheibe                                 | Muhammad Sejahtera Dwi Putra                                             | Ngô Hữu Vượng                                                     | Jeong You-jin                                                             |
| 10 m Laufende Scheibe Mannschaft                      | SüdkoreaKwak Yong-bin Ha Kwang-chul Jeong You-jin                        | NordkoreaKwon Kwang-il Pak Myong-won Yu Song-jun                  | IndonesienMuhammad Badri Akbar Muhammad Sejahtera Dwi Putra Irfandi Julio |
| 10 m Laufende Scheibe Mix                             | Muhammad Sejahtera Dwi Putra                                             | Kwon Kwang-il                                                     | Jeong You-jin                                                             |
| 10 m Laufende Scheibe Mix Mannschaft                  | SüdkoreaKwak Yong-bin Ha Kwang-chul Jeong You-jin                        | KasachstanBachtijar Ibrajew Andrei Chudjakow Assadbek Nasirkuljew | IndonesienMuhammad Badri Akbar Muhammad Sejahtera Dwi Putra Irfandi Julio |
| Trap                                                  | Qi Ying                                                                  | Talal al-Rashidi                                                  | Kynan Chenai                                                              |
| Trap Mannschaft                                       | IndienPrithviraj Tondaiman Zoravar Singh Sandhu Kynan Chenai             | KuwaitAbdulrahman al-Faihan Talal al-Rashidi Khaled al-Mudhaf     | ChinaWang Yuhao Qi Ying Guo Yuhao                                         |
| Skeet                                                 | Abdullah al-Rashidi                                                      | Anantjeet Singh Naruka                                            | Nasser Al-Attiyah                                                         |
| Skeet Mannschaft                                      | ChinaWu Yunxuan Liu Jiangchi Han Xu                                      | KatarNasser Al-Attiyah Rashid Saleh Hamad Masoud Saleh Al-Athba   | IndienAnantjeet Singh Naruka Gurjoat Singh Khangura Angad Vir Singh Bajwa |

Frauen
| Disziplin                                             | Gold                                                    | Silber                                                                 | Bronze                                                                        |
| ----------------------------------------------------- | ------------------------------------------------------- | ---------------------------------------------------------------------- | ----------------------------------------------------------------------------- |
| 10 m Luftpistole                                      | Palak Gulia                                             | Esha Singh                                                             | Kishmala Talat                                                                |
| 10 m Luftpistole Mannschaft                           | ChinaZhao Nan Li Xue Jiang Ranxin                       | IndienDivya T. S. Esha Singh Palak Gulia                               | Chinesisch TaipehYu Ai-wen Wu Chia-ying Liu Heng-yu                           |
| 25 m Schnellfeuerpistole                              | Liu Rui                                                 | Esha Singh                                                             | Yang Ji-in                                                                    |
| 25 m Schnellfeuerpistole Mannschaft                   | IndienRhythm Sangwan Manu Bhaker Esha Singh             | ChinaLiu Rui Feng Sixuan Zhao Nan                                      | SüdkoreaSim Eun-ji Kim La-na Yang Ji-in                                       |
| 10 m Luftgewehr                                       | Huang Yuting                                            | Han Jiayu                                                              | Ramita Jindal                                                                 |
| 10 m Luftgewehr Mannschaft                            | ChinaHan Jiayu Huang Yuting Wang Zhilin                 | IndienRamita Jindal Ashi Chouksey Mehuli Ghosh                         | MongoleiGanchujagiin Nandindsajaa Ojuunbatyn Jesügen Narantuya Chuluunbadrakh |
| 50 m Kleinkalibergewehr Dreistellungskampf            | Sift Kaur Samra                                         | Zhang Qiongyue                                                         | Ashi Chouksey                                                                 |
| 50 m Kleinkalibergewehr Dreistellungskampf Mannschaft | ChinaZhang Qiongyue Xia Siyu Han Jiayu                  | IndienSift Kaur Samra Manini Kaushik Ashi Chouksey                     | SüdkoreaLee Kye-rim Bae Sang-hee Lee Eun-seo                                  |
| 10 m Laufende Scheibe                                 | Schuchra Irnasarowa                                     | Ri Ji-ye                                                               | Paek Ok-sim                                                                   |
| 10 m Laufende Scheibe Mannschaft                      | NordkoreaRi Ji-ye Pang Myong-hyang Paek Ok-sim          | KasachstanAlexandra Saduakassowa Schuchra Irnasarowa Fatima Irnasarowa | IndonesienRica Nensi Perangin Angin Nourma Try Indriani Feny Bachtiar         |
| Trap                                                  | Zhang Xinqiu                                            | Wu Cuicui                                                              | Marija Dmitrijenko                                                            |
| Trap Mannschaft                                       | ChinaZhang Xinqiu Wu Cuicui Li Qingnian                 | IndienPreeti Rajak Manisha Keer Rajeshwari Kumari                      | KasachstanAnastassija Prilepina Aischan Dosmagambetowa Marija Dmitrijenko     |
| Skeet                                                 | Jiang Yiting                                            | Gao Jinmei                                                             | Ässem Orynbai                                                                 |
| Skeet Mannschaft                                      | KasachstanSoja Krawtschenko Ässem Orynbai Olga Panarina | ChinaGao Jinmei Huang Sixue Jiang Yiting                               | ThailandIsarapa Imprasertsuk Sutiya Jiewchaloemmit Nutchaya Sutarporn         |

Mixed
| Disziplin        | Gold                               | Silber                                | Bronze                               |
| ---------------- | ---------------------------------- | ------------------------------------- | ------------------------------------ |
| 10 m Luftpistole | Zhang Bowen Jiang Ranxin           | Divya T. S. Sarabjot Singh            | Lee Won-ho Kim Bo-mi                 |
| 10 m Luftpistole | Zhang Bowen Jiang Ranxin           | Divya T. S. Sarabjot Singh            | Hanieh Rostamian Amir Joharikhu      |
| 10 m Luftgewehr  | Sheng Lihao Huang Yuting           | Javokhir Sokhibov Mukhtasar Tokhirova | Alexandra Le Islam Sätbajew          |
| 10 m Luftgewehr  | Sheng Lihao Huang Yuting           | Javokhir Sokhibov Mukhtasar Tokhirova | Lee Eun-seo Park Ha-jun              |
| Skeet            | Ässem Orynbai Eduard Jeschtschenko | Eman al-Shamaa Abdullah al-Rashidi    | Jiang Yiting Liu Jiangchi            |
| Skeet            | Ässem Orynbai Eduard Jeschtschenko | Eman al-Shamaa Abdullah al-Rashidi    | Reem Al-Sharshani Rashid Saleh Hamad |